# Карчин-Весь
Карчин-Весь (пол. Karczyn-Wieś, нім. Talrode) — село в Польщі, у гміні Іновроцлав Іновроцлавського повіту Куявсько-Поморського воєводства.
Населення — 56 осіб (2011).
У 1975-1998 роках село належало до Бидгощського воєводства.

## Демографія
Демографічна структура станом на 31 березня 2011 року:
|          | Загалом | Допрацездатний вік | Працездатний вік | Постпрацездатний вік |
| -------- | ------- | ------------------ | ---------------- | -------------------- |
| Чоловіки | 33      | 9                  | 21               | 3                    |
| Жінки    | 23      | 2                  | 15               | 6                    |
| Разом    | 56      | 11                 | 36               | 9                    |